# Heal the World
"Heal the World" é uma canção de Michael Jackson incluída do álbum Dangerous (1991) e lançada em 1992 como sexto compacto promocional do disco. Na faixa, o astro faz um apelo para fazer um mundo melhor. Antes de entrar na melodia, há uma introdução composta e conduzida pelo maestro Marty Paich (1925-1995), em que uma criança pede: "pense nas futuras gerações e diga que você quer fazer um lugar melhor para uma criança. Assim elas saberão que terão um mundo novo para viver". A cantora brasileira Xuxa traduziu a música em espanhol como Curar El Mondo. O grupo Roupa Nova fez uma versão em português intitulada de Paz.

## Performances ao vivo
Heal the World foi performada nas 2 partes da turnê Dangerous World Tour (1992-1993), e também na HIStory World Tour (1996-1997) nas duas partes. No aniversário de 30 anos de carreira solo, as cantoras Mýa, Deborah Cox, Rah Digga, Monica e Tamia. Também iria ser perfromada na turnê This Is It (2009-2010) que foi cancelada. Também contou com uma apresentação ao vivo na final do Super Bowl XXVII.

## Desempenho nas paradas musicais
- França - 2 (por 2 semanas)
- Noruega - 6
- Países Baixos - 2
- Suécia - 15
- Suíça - 5
- África do Sul - 2
- Alemanha - 3
- Canadá - 17
- Brasil - 25
- Estados Unidos - 25
- Espanha - 1
- Irlanda - 1
- Itália - 1
- Nova Zelândia - 2
- Reino Unido - 1